# 第5回ロサンゼルス映画批評家協会賞
第5回ロサンゼルス映画批評家協会賞は、ロサンゼルス映画批評家協会によって1979年の映画に贈られた映画賞である。1979年12月15日に発表された。

## 受賞
- 主演男優賞:
  - ダスティン・ホフマン – 『クレイマー、クレイマー』

- 主演女優賞:
  - サリー・フィールド – 『ノーマ・レイ』

- 撮影賞:
  - 『ワイルド・ブラック/少年の黒い馬』 - キャレブ・デシャネル

- 監督賞:
  - ロバート・ベントン - 『クレイマー、クレイマー』

- 作品賞:
  - 『クレイマー、クレイマー』

- 外国映画賞:
  - 『女王陛下の戦士』 ( ベルギー オランダ)

- 音楽賞:
  - 『ワイルド・ブラック/少年の黒い馬』 - カーマイン・コッポラ

- 脚本賞:
  - 『クレイマー、クレイマー』 - ロバート・ベントン

- 助演男優賞:
  - メルヴィン・ダグラス - 『チャンス』、『或る上院議員の私生活』

- 助演女優賞:
  - メリル・ストリープ - 『クレイマー、クレイマー』、『或る上院議員の私生活』、『マンハッタン』

- 生涯功労賞:
  - ジョン・ヒューストン

- ニュー・ジェネレーション賞
  - ジョン・カーペンター